# Huaca El Sauce
La Huaca El Sauce conocido también como complejo arqueológico prehispánico El Sauce o Campo Santo Alto, es un sitio arqueológico ubicado en el distrito de San Juan de Lurigancho, en la ciudad de Lima, capital del Perú. En este complejo se encontró una joven que vivió hace más de 6 siglos en la época del Imperio incaico. Fue descubierto en 2018, lo que lo convierte en uno de los complejos arqueológicos más recientes del distrito. Fue hallado por el servicio de gas llamado "Cálidda".

## Ubicación
La huaca "El Sauce" está ubicada en el asentamiento humano “Santa Rosa del Sauce”, en el distrito de San Juan de Lurigancho, cerca al complejo arqueológico de Mangomarca. Ambos complejos arqueológicos, forman parte de una serie de huacas pertenecientes a la cultura Ychma, una antigua cultura ubicada en este distrito que va desde la parte baja hasta lo más alto del cerro Colorado. Se halla situada a 220 m s. n. m., por la parte derecha del río Rímac y está en el centro de lomas o estribaciones andinas que conforman el distrito. Cerca se hallan otras importantes huacas, además de un cementerio y complejos arqueológicos como: Fortaleza de Campoy, Mangomarca, Campo chico y Cerro Lurigancho.

## Cronología
Para la arqueóloga Cecilia Camargo la huaca El sauce tiene unos 600 años de antigüedad, perteneciente a la época prehispánica Ychma que se desarrollaba en la costa central, formado por los valles de Chillón, Rímac y Lurín.
- Intermedio Tardío. Curacazgo de Lurigancho, Cultura Ichma, entre 1000 a 1470 d. C.
- Horizonte Tardío. Cultura Inca, entre 1470 a 1532 d. C.

## La ‘Dama del Sauce’

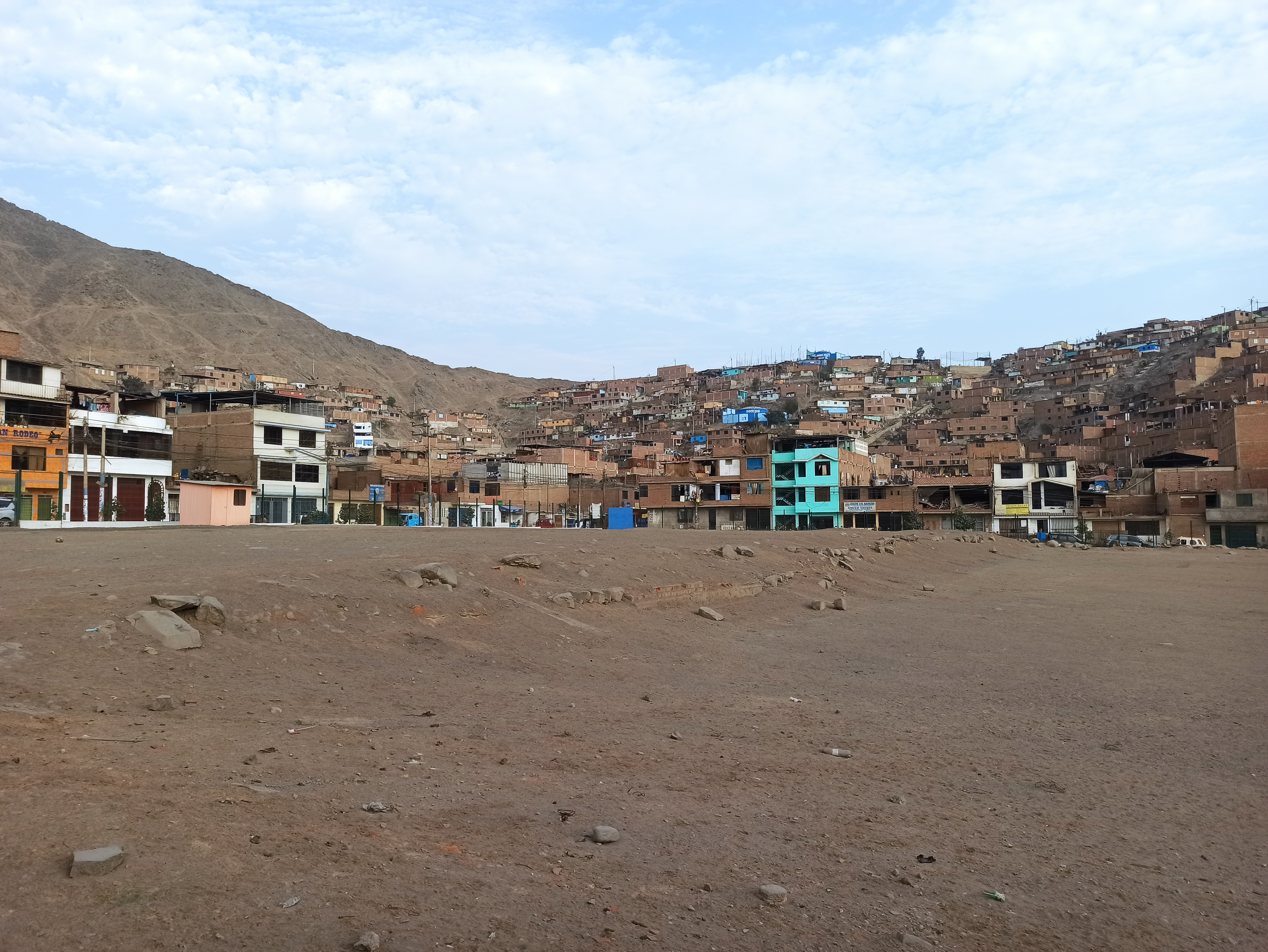

En 2018, la empresa privada de gas doméstico Cálidda, en una de sus excavaciones instalando tuberías en las calles de este distrito encontraron en esta zona los restos óseos de una mujer que en ese entonces gozaba de 20 años de edad. Los arqueólogo le pusieron el nombre de Wayaw (sauce en quechua), se cree que medía alrededor de 2 metros y al criterio de los expertos, murió por causa natural. Según la arqueóloga Cecilia Camargo, Wayaw era una hilandera que se desarrollaba en las áreas de la orfebrería, agricultura, tejido y pastoreo. Por el lado arqueológico, se descubrió que el cráneo de la fémina tiene una deformación en la parte trasera, algo muy común de ciertos pueblos del Perú prehispánico, que colocaban tablas de madera, telas/textiles y sogas alrededor de la cabeza de los recién nacidos hasta el término de su desarrollo, esto se hacía como rasgo de identidad y estatus.
Este mujer fue una artesana común, no de élite ni de alto estatus, ella se dedicaba a un trabajo tan noble y sencillo de la época como es el tejido de lana, con técnicas que hasta en la actualidad siguen en pie mediante las costumbres que la hacen prevalecer"
La mujer fue encontrada en la posición de forma de un feto y en su entierro fúnebre se encontraron textiles y objetos decorativos alrededor, como un prendedor de cabello hecho plata y brazaletes hechos con conchas de mariscos, algo que era común en culturas de la zona costera de nuestra región que fueron luego conquistados por el Imperio Incaico, y que floreció entre los siglos 15 y 16.

## Cerámica
En el complejo arqueológico el sauce se encontraron a tan solo un metro de profundidad la tumba sellada de la hilandera, a forma de sello se halló una vasija fragmentada con cabeza de loro, al abrir la tumba se encontró un fardo con textiles y a los pies se hallaban vasijas, un mate y un disco de metal, con otras prendas bien conservadas.